# Tamaricades maculatus
Tamaricades maculatus är en insektsart som beskrevs av Alexander Fyodorovich Emeljanov 1962. Tamaricades maculatus ingår i släktet Tamaricades och familjen dvärgstritar. Inga underarter finns listade i Catalogue of Life.